# Gabonese parlementsverkiezingen (1985)
De Gabonese parlementsverkiezingen van 1985 vonden plaats op 17 februari (eerste ronde, voorverkiezing) en 3 maart (tweede ronde) 1985. Het land kende op dat moment een eenpartijstelsel met de Parti démocratique gabonais (PDG) als enige toegestane partij. Naast 111 gekozen leden, benoemde de president nog negen leden voor elke provincie één.
| Partij                          | Partij                          | Zetels                    | %      |
| ------------------------------- | ------------------------------- | ------------------------- | ------ |
|                                 | Parti démocratique gabonais     | 111                       |        |
| Benoemde leden                  | Benoemde leden                  | 9                         |        |
| Totaal                          | Totaal                          | 120                       | 100,00 |
|                                 |                                 |                           |        |
| Ongeldige stemmen/ Blanco       | Ongeldige stemmen/ Blanco       | Ongeldige stemmen/ Blanco | 0,52   |
| Geregistreerde kiezers/ Opkomst | Geregistreerde kiezers/ Opkomst | 807.241                   | 95,59  |
| Bron: IPU                       |                                 |                           |        |